# Drei Kronen & Ehrt

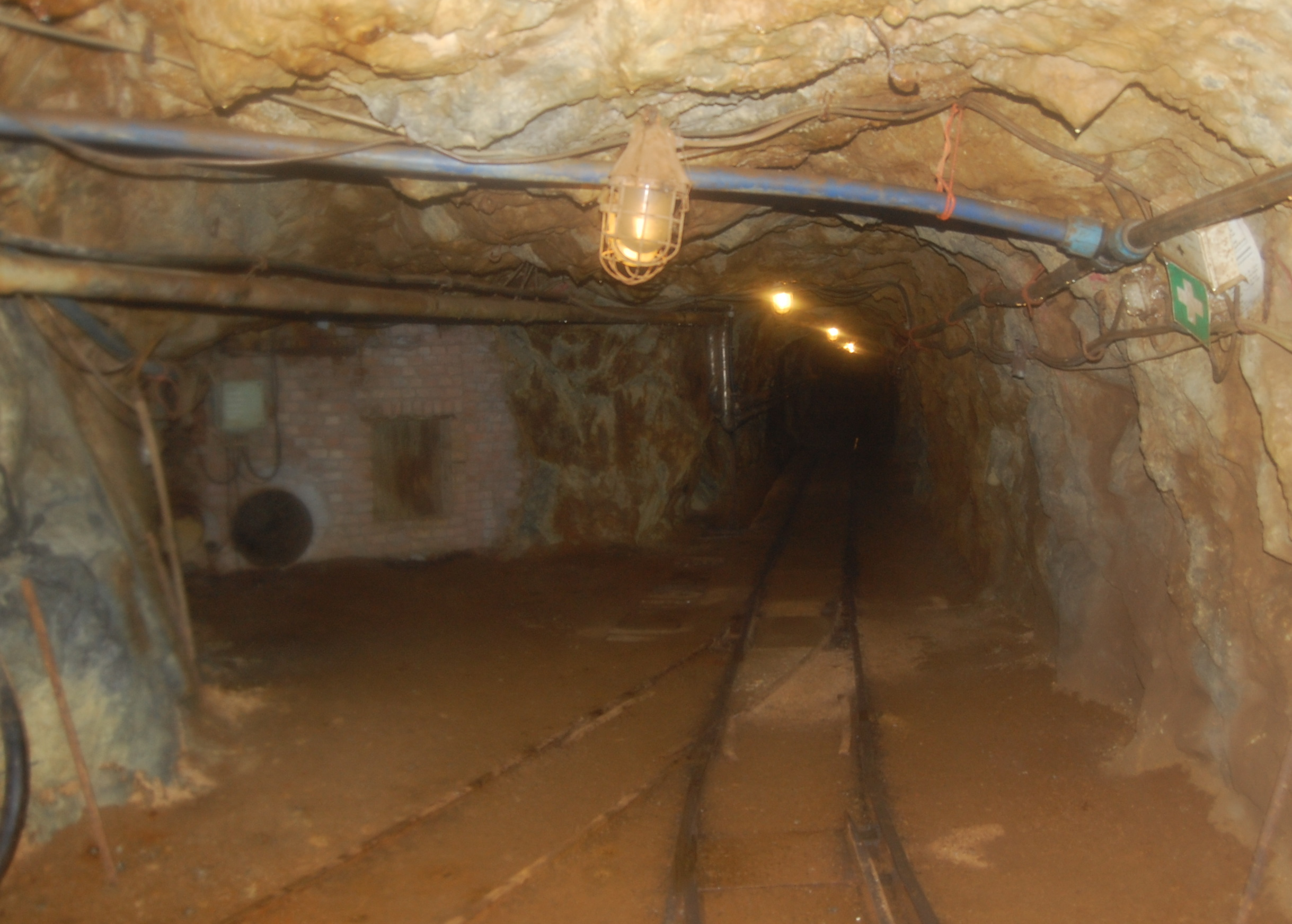
Ehemalige Besucherstrecke

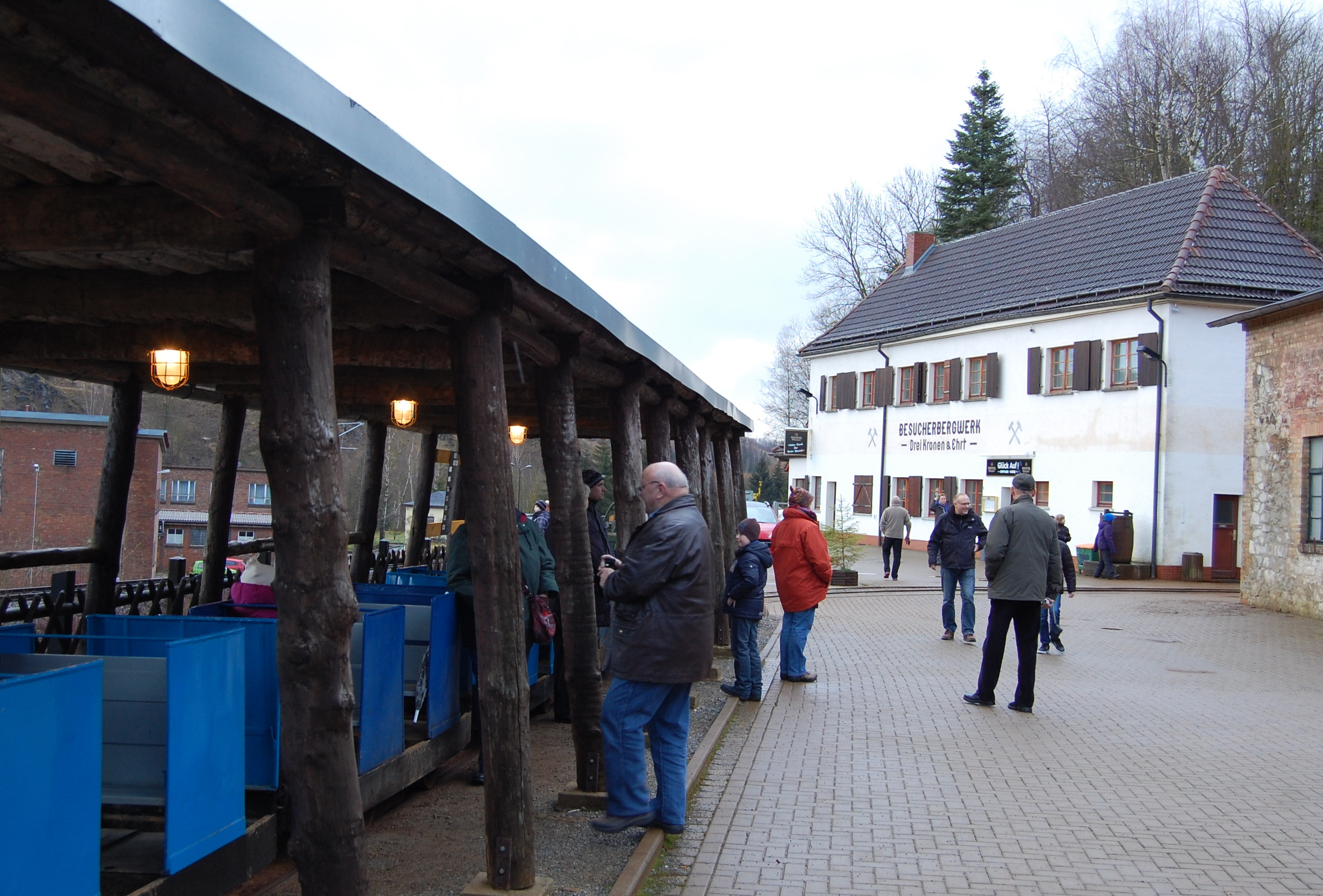
Grubenbahn vor Einfahrt

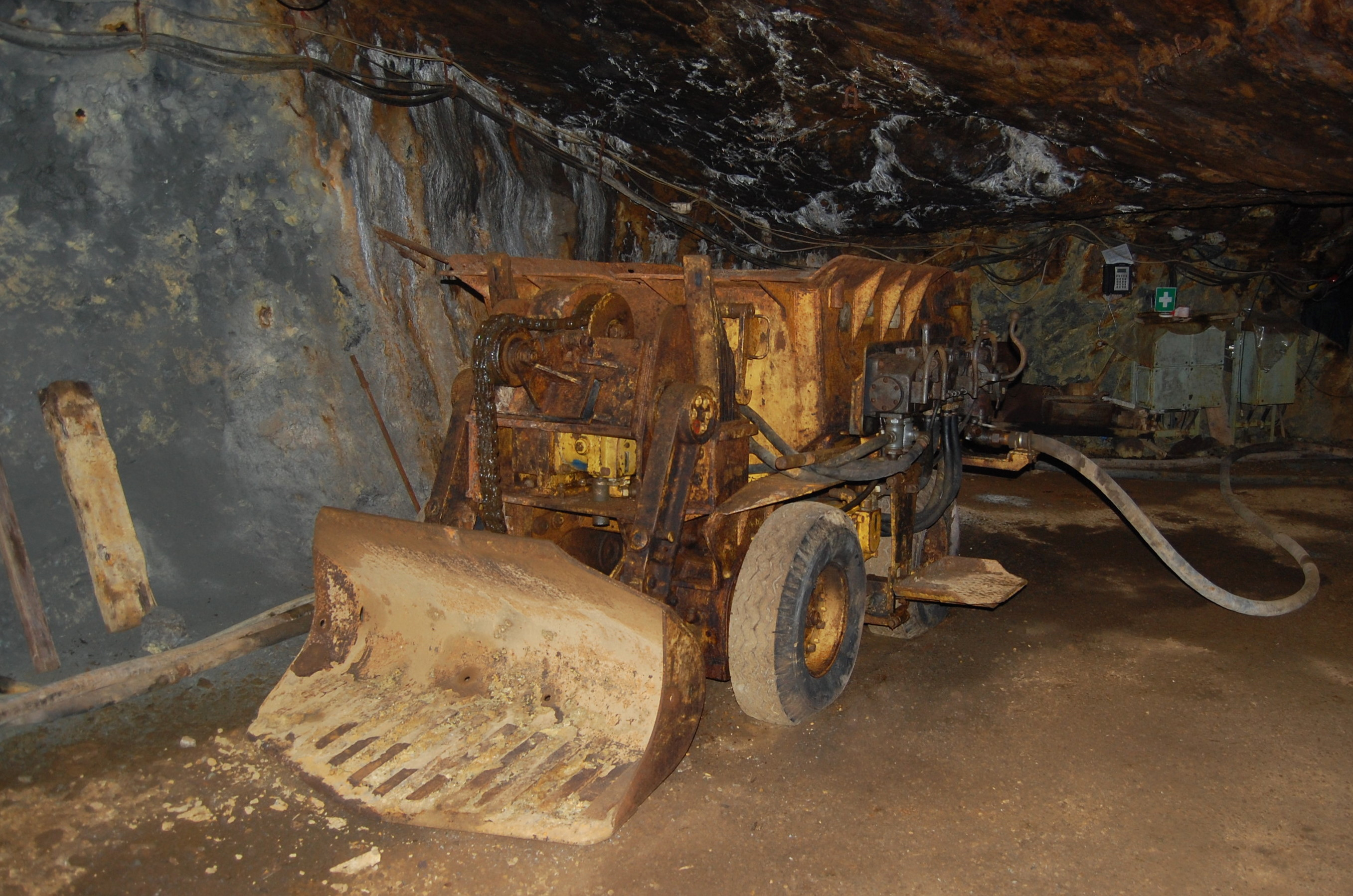
Druckluftbetriebener Bunkerlader, unter Tage

Drei Kronen & Ehrt in der Montanregion Harz ist ein ehemaliges Bergwerk in Elbingerode im Landkreis Harz (Sachsen-Anhalt), in dem Schwefelkies (Pyrit) abgebaut wurde. Die hydrothermale Vererzung ist an devonische Riffkalke des Elbingeröder Komplexes gebunden. Von 1992 bis 2015 wurde es mit Unterbrechungen als Besucherbergwerk genutzt.

## Geographie

### Lage
Das Bergwerk liegt im Unterharz zwischen Elbingerode und Rübeland (beide zu Oberharz am Brocken) an der Bundesstraße 27. Es befindet sich an der Nordostflanke des Bodenbergs (491,1 m ü. NHN) auf etwa 445 m ü. NHN. Nördlich der Straße erstreckt sich in Richtung des Galgenbergs der Kalksteintagebau der Fels-Werke. Unmittelbar am Werksgelände vorbei verläuft, parallel zur B 27, die Strecke der Rübelandbahn, von der ein Gleis in vorgenanntes Fels-Werk abzweigt.

## Geschichte

### Eisensteinabbau vom Mittelalter bis ins 19. Jahrhundert
Im Umfeld der heutigen Grube wurde bereits in historischer Zeit Eisenstein abgebaut. Eine Grube Himmelsfürst wurde im Jahr 1530 erstmals urkundlich erwähnt. In direkter Nachbarschaft zum heutigen Besucherbergwerk wurde der 1582 erstmals erwähnte Tagebau Großer Graben betrieben. Zur Mitte des 19. Jahrhunderts erreichte der Bergbau eine Teufe von etwa 40 Metern. Der zuvor natürliche Wasserabfluss war nun nicht mehr möglich, und das Wasser wurde mit Handpumpen abgepumpt. Der Graf zu Stolberg-Wernigerode ließ von 1867 bis 1871 den sogenannten Gräflichen Stollen auffahren, der das Wasser abführte. Beim Vortrieb des Stollens fand man ein bis dahin unbekanntes Pyritvorkommen, das zunächst nicht abgebaut wurde. Um das Eisenerz aus dem Großen Graben besser abtransportieren zu können, entstand von 1887 bis 1889 sieben Meter oberhalb ein zweiter Stollen, der Obere Mühlentalstollen. Er führte bis zum tiefsten Punkt des Tagebaus. 1890, nach Erhebung des Grafen zum Fürsten wurde der gräfliche Stollen in Fürstlicher Stollen umbenannt.

### Schwefelkiesabbau ab 1890 bis 1927
Ab Anfang der 1890er-Jahre wurde, zunächst in geringen Mengen, auch Schwefelkies abgebaut. Die aufkommende chemische Industrie nahm den Pyrit als Ausgangsstoff für Schwefelsäure ab. Bis 1901 wurden 20.000 Tonnen abgesetzt. 1903 wurde die Schwefelkiesförderung vorübergehend eingestellt, da billigere fremde Erze die einheimischen verdrängten. Es folgte eine Zeit unbeständiger Förderungen. Mit Beginn des Ersten Weltkrieges stieg die Förderung wieder an. Sämtliche Erzfelder im Umfeld des Großen Grabens firmierten nun als Drei Kronen und Ehrt. Die Bezeichnung Drei Kronen stand dabei für die Erzgruben, der Name Ehrt für das Schwefelkiesfeld.
Während der Weltwirtschaftskrise in den 1920er-Jahren wurde die Förderung eingestellt. Eine für den Großen Graben bestehende Seilbahn wurde 1921 außer Betrieb genommen und 1922 abgebaut. 1926 stellte man den Tagebau wegen Erschöpfung der Lagerstätte ein. Bis 1927 wurde noch unter Tage durch 25 Bergleute und einen Steiger Eisenstein abgebaut.

### In der Zeit des Nationalsozialismus
Im Zuge der Aufrüstung Deutschlands im Vorfeld des Zweiten Weltkrieges wurde die Förderung, gestützt durch ein staatliches Förderprogramm, 1935 wieder aufgenommen. Der Hauptschacht erreichte 1938 eine Teufe von 82,5 Metern. Neben Eisenerz und Mangan als Zuschlagstoff für die Stahlproduktion wurde auch Pyrit gefördert. In diesem Zeitraum wurde im Umfeld der Grube eine umfangreiche Erkundung betrieben, durch die weitere Pyritvorkommen und Armerze gefunden wurden.
Im Jahr 1943 waren 333 Personen im Bergwerk beschäftigt. Überwiegend handelte es sich um Zwangs- bzw. Fremdarbeiter. Neben 76 deutschen Bergleuten arbeiteten 149 Menschen aus der Sowjetunion, 74 Italiener, 17 Polen, 10 Tschechen und 7 Belgier auf Drei Kronen & Ehrt. Die ausländischen Arbeiter waren in drei Baracken auf dem Werksgelände untergebracht.
Die Förderung wurde auf bis zu 8200 Tonnen Pyrit im Monat gesteigert, womit man jedoch zumeist die Planzahlen nicht erreichte. Durch die schlechter werdende Versorgung gegen Ende des Zweiten Weltkrieges ging die Förderung ab 1944 wieder zurück. Im Februar 1945 wurden nur noch 200 Tonnen Manganerz und 2230 Tonnen Schwefelkies gefördert. Die letzte reguläre Schicht wurde am 13. April 1945 verfahren. Alliierte Truppen befanden sich seit zwei Tagen nur noch in 10 Kilometer Entfernung. Bis zum 18. April wurden noch Notstandsarbeiten durchgeführt. An diesem Tag fiel der Strom aus, so dass die Pumpen versagten. US-Truppen besetzten kampflos das Grubengelände. Sie durchsuchten am 21. April den übertägigen Bereich und zogen sich dann zurück. Es kam zu Plünderungen und Zerstörungen, vor allem durch noch in der Region verbliebene Zwangs- und Fremdarbeiter. Hierbei gingen die Produktionsunterlagen aus der Zeit vor 1945 weitgehend verloren.
Es wird davon ausgegangen, dass im Juni 1945 die Grube bis zu ihrem natürlichen Auslauf über den Fürstlichen Stollen abgesoffen war. Die Förderung konnte daher zunächst nicht wieder aufgenommen werden, obwohl es dringende Anfragen, so von der Mitteldeutschen Zellwolle gab. Man behalf sich mit Armerz, das noch auf Halde lag. Durch entschädigungslose Enteignung ging Drei Kronen & Ehrt in das Eigentum der Provinz Sachsen über. Nach einigen Wochen wurde die Pyritförderung, zunächst nur auf der Stollensohle, ab Dezember 1946 auch von der 77-Meter-Sohle, wieder aufgenommen.

### Nachkriegszeit bis Stilllegung, 1945–1990

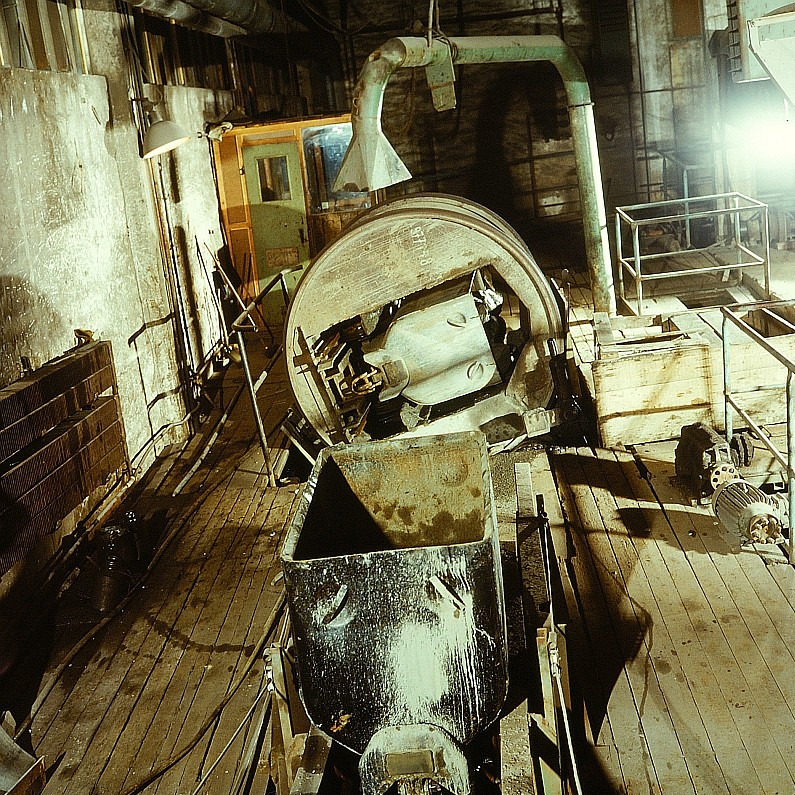
Entladung von Hunten im Kreiselwipper, 1980

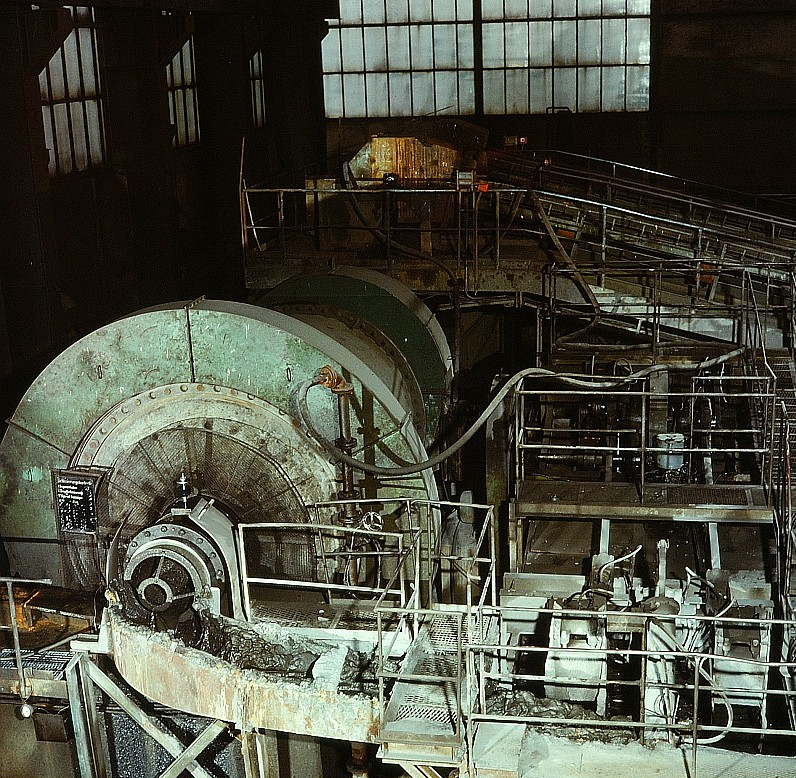
Produktionsanlagen, 1980

Zum 1. Januar 1951 wurde die Anlage in Grube Einheit umbenannt. Der Name stand für die zu diesem Zeitpunkt von der DDR noch angestrebte Deutsche Einheit. Obwohl dieses Ziel später nicht mehr zur Staatsräson gehörte, blieb der Name bestehen. Die Pyritlagerstätte war die einzige auf dem gesamten Gebiet der DDR und deckte 30 % des DDR-Schwefelbedarfs. Die Jahresförderung stieg auf bis zu 150.000 Tonnen. Im Jahr 1964 waren die guten Partien abgebaut und man musste auf Erz mit geringerem Schwefelgehalt zurückgreifen. Statt 40 bis 45 % Schwefelanteil hatte das Erz nun nur noch 21 % Schwefelgehalt. Diese Erze konnten mit dem bis dahin verwendeten Wirbelschichtverfahren nicht mehr wirtschaftlich aufbereitet werden. In Vorbereitung auf diese Situation hatte man bereits seit 1957 nach neuen Möglichkeiten zur Aufbereitung des Erzes gesucht. Auch bemühte man sich, neue Vorkommen ausfindig zu machen. Beides war letztlich erfolgreich, so dass in größerem Umfang Investitionen in die Grubenanlagen erfolgten.
Es entstand eine Grubenwasserkläranlage, ein mit Rohbraunkohle befeuertes Heizhaus und ein neues Verwaltungsgebäude mit Kaue. Neben einer Rekonstruktion des Grubengebäudes ist insbesondere der ab 1959 geteufte neue Schacht zu erwähnen. Er führte bis auf die 15. Sohle in einer Teufe von 460 Metern und erschloss so weitere 80 Meter. Drei ältere Schächte wurden so ersetzt. Über Tage wurde eine Aufbereitungsanlage mit Brechern und einer Flotationsanlage errichtet. Darüber hinaus entstand eine Stapelhalle und eine Eisenbahnverladung. 1965 waren auf dem Bergwerk 515 Menschen beschäftigt.
Durch die neue Aufbereitungstechnik war man nun in der Lage, den Schwefelgehalt auf 42 % zu steigern, die Körnung lag dabei aber deutlich unter einem Millimeter, womit diverse bisherige abnehmende Betriebe nicht arbeiten konnten. Die Produktion wurde zu etwa 95 % an die Schwefelsäurefabrik des VEB Bergbau- und Hüttenkombinates Freiberg geliefert. Die größte Schwefelmenge wurde 1971 mit 56559 Tonnen produziert. Die Roherzförderung erreichte im Jahr 1973 ihr Maximum von 381.144 Tonnen. In den folgenden Jahren sanken die Mengen kontinuierlich ab. Seit 1978 importierte die DDR verstärkt elementaren Schwefel aus Polen. 1989, im letzten vollständigen Förderjahr, wurden 237.000 Tonnen Erz mit 30.500 Tonnen Schwefel gefördert. Die Zahl der Beschäftigten war bereits in der Zeit der DDR auf 427 Mitarbeiter gesunken. Durch den Einsatz modernerer Bergbauausrüstung erreichte die Grube eine Erzförderung von 50 Tonnen je Mann und Schicht, ein auch international – bezogen auf die Roherzmenge – beachtlicher Wert.

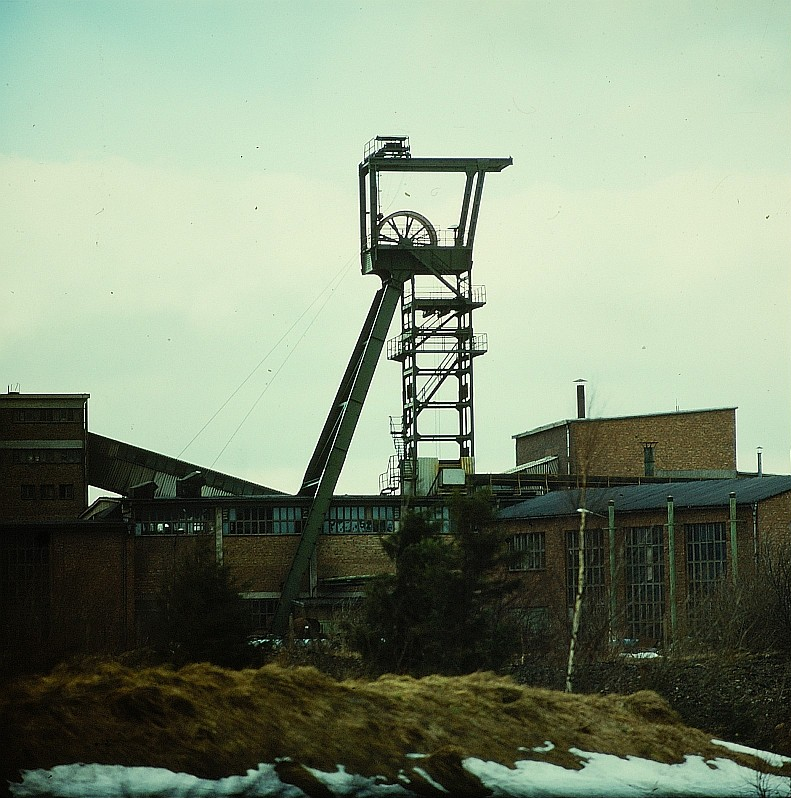
Zentralschacht

Mit der politischen Wende des Jahres 1989 zeigte sich, dass die Kosten der Schwefelgewinnung im internationalen Vergleich deutlich zu hoch waren. Die Grube gehörte nun zur Treuhandanstalt. Am 1. Mai 1990 wurde durch Gesellschaftervertrag die Harzbergbau GmbH Elbingerode gegründet. Das Unternehmen war jedoch auf Zuweisungen durch die Treuhandanstalt angewiesen. Ausbleibende Zahlungen führten zu Schwierigkeiten bei der Lohnzahlung, so dass ein Kredit aufgenommen werden musste. Zunächst sollte die Produktion im Jahr 1991 eingestellt werden, die Produktionseinstellung wurde dann jedoch auf den 31. Juli 1990 vorgezogen. Symbolisch wurde der letzte Förderwagen dann am 4. Dezember 1990, dem Barbaratag, gefördert. Die Ausfahrt des besonders geschmückten Förderwagens fand jedoch unter den zu diesem Zeitpunkt noch 116 Beschäftigten nur wenig Beachtung. Insgesamt wurden etwa 13 Millionen Tonnen Erz gefördert.

### Besucherbergwerk 1992–2009 und 2011–2015
Eine erste Idee, Teile der damals noch als volkseigener Betrieb Schwefelkiesgrube Einheit in Betrieb befindlichen Grube auch der Öffentlichkeit zugänglich zu machen, bestand bereits Anfang 1989. Der Technische Leiter der Grube schlug vor, die erste Sohle der Anlage für Besucher zugänglich zu machen. Die Idee wurde jedoch nicht verwirklicht.
Bereits im Februar 1990 hatten sieben Bergleute den Förderverein Besucherbergwerk Drei Kronen & Ehrt e.V. gegründet. Die Zahl der Mitglieder stieg bis zum Jahr 2001 auf 45 Personen. Im Jahr 1990 wurde eine Arbeitsbeschaffungsmaßnahme bewilligt, in der 21 ehemalige Werksangehörige am Aufbau des Besucherbergwerks arbeiteten. Für das Schaubergwerk benötigte Gebäude wurden saniert, andere abgerissen. Aus den tieferen Sohlen wurden geeignete Maschinen in den Schaubereich transportiert. Es wurden neue Gleise verlegt, alte Strecken befahrbar gemacht und eine Beleuchtung installiert. Hunte wurden zur Personenbeförderung umgebaut.
Eine erste Besichtigungsmöglichkeit bestand dann am 22. Mai 1992, eingeschränkte Führungen wurden ab Juli 1993 durchgeführt. Die Eröffnung des Besucherbergwerks erfolgte am 1. Juli 1994. Die Arbeitsbeschaffungsmaßnahmen liefen zugleich aus, es waren nun 13, später nur noch 9 festangestellte Mitarbeiter für das Besucherbergwerk tätig. Mit Fördermitteln wurde das Umfeld aufgewertet, so konnte der Betriebshof gepflastert werden. Die Zahl der Besucher stieg von 21.000 Personen im Jahr 1994 auf 35.000 im Jahr 2001. Im Jahr 2009 wurde der Betrieb des Besucherbergwerks eingestellt. Der Schauteil des Bergwerks wurde an eine Arbeitsförderungsgesellschaft verpachtet. Am 19. Dezember 2011 erfolgte die Wiedereröffnung des Besucherbergwerks.
Das Besucherbergwerk schloss zum 1. November 2015 endgültig. Die unter Tage befindliche Ausrüstung wurde vollständig zurückgebaut. Im Anschluss wurde die Verwahrung der noch zugänglichen Teile der ersten Sohle und des Besucherbergwerks vorgenommen, um ein Austreten des bergbaubeeinflussten Wassers aus dem Grubengebäude zu verhindern. Mit der Schließung und der anschließenden Verwahrung sollen die durch den Bund zu tragenden Ewigkeitskosten vermieden werden.
Der Gräfliche bzw. Fürstliche Stollen stellte den Beginn des Besucherbergwerks dar, der Obere Mühlentalstollen diente seit 1993 als Einfahrt zum Besucherbergwerk.
Im Sommer 2015 diente das Besucherbergwerk als einer der Drehorte für den Film Böse Wetter – Das Geheimnis der Vergangenheit.
Drei Kronen und Ehrt war bis 2016 als Nr. 61 in das System der Stempelstellen der Harzer Wandernadel einbezogen. Die Stempelstelle befand sich wenige Meter südöstlich vor dem Eingangstor (⊙) des Besucherbergwerks.